# Елинктон (Мисури)
Елинктон (енгл. Ellington) град је у америчкој савезној држави Мисури.

## Демографија
По попису из 2010. године број становника је 987, што је 58 (-5,6%) становника мање него 2000. године.
| Група             | 2000.         | 2010.       |
| Белци             | 1.000 (95,7%) | 964 (97,7%) |
| Афроамериканци    | 0 (0,0%)      | 2 (0,2%)    |
| Азијати           | 8 (0,8%)      | 2 (0,2%)    |
| Хиспаноамериканци | 10 (1,0%)     | 11 (1,1%)   |
| Укупно            | 1.045         | 987         |